# ترافيس فان وينكل
ترافيس سكوت فان وينكل (بالإنجليزية: Travis Van Winkle)  (ولد في 4 نوفمبر 1982) ممثل أمريكي.

## روابط خارجية
- ترافيس فان وينكل على موقع IMDb (الإنجليزية)
- ترافيس فان وينكل على موقع ألو سيني (الفرنسية)
- ترافيس فان وينكل على موقع أول موفي (الإنجليزية)
- ترافيس فان وينكل على موقع قاعدة بيانات الأفلام السويدية (السويدية)
- ترافيس فان وينكل على موقع قاعدة بيانات الفيلم (الإنجليزية)
- ترافيس فان وينكل على موقع كينوبويسك (الروسية)
- "Web Stalker – Friday the 13th Star Travis Van Winkle Finds Fans Clamoring for the Remake, and the Shirt Off His Back". إيه إم سي. 7 أكتوبر 2008. مؤرشف من الأصل في 2014-07-14.
- "Travis Van Winkle on 'The Last Ship' and Filming in Tight Quarters". ShowbizJunkies. 1 أغسطس 2014. مؤرشف من الأصل في 2016-03-04.
- "Friday the 13th Remake Interview". Fearnet. مؤرشف من الأصل في 2014-07-14.